# Daniel Evans
Daniel Evans (23 de maio de 1990) é um tenista profissional da Inglaterra. Seu ranking individual mais alto foi o n.º 22 da Atp alcançado em 27 de setembro de 2021, enquanto que em duplas chegou ao posto n.º 52 do ranking em 26 de abril de 2021.
Na modalidade individual ganhou 9 torneios ITF Futures e 1 torneio da ATP Challenger Series. Desses 9 Futures, 8 foram no Reino Unido e o outro na Suécia. Em duplas ganhou 7 torneios futures, todos no Reino Unido.
Em 2009 ganhou seu primeiro challenger individual, ganhando o torneio de Jersey no Reino Unido, ganhando na final do tcheco Jan Minář por 6-3, 6-2.
Desde 2009 Daniel Evans participa da Equipe Britânica de Copa Davis, disputando até o momento 10 encontros, todos em individual. Ganhou 3 e perdeu as 7 partidas restantes.
Em 26 de agosto de 2013, no US Open de tênis, obteve seu melhor triunfo derrotando o 11.º cabeça de chave, Kei Nishikori, na primeira rodada por 6–4 6–4 6–2, depois de ter passado outras 3 rodadas. Na segunda rodada venceu a Bernard Tomic, da Austrália, por 1-6 6-3 7-6 6-3. Na terceira rodada enfrentou o Tommy Robredo, que o derrotou por 7-6 (8-6) 6-1 4-6 7-5.

## Individuais (4)
| Legenda                   |
| Grand Slam (0)            |
| ATP World Tour Finals (0) |
| ATP Masters 1000 (0)      |
| ATP World Tour 500 (0)    |
| ATP World Tour 250 (0)    |
| ATP Challenger Series (4) |

| Nº | Data       | Torneio                          | Superfície | Oponente na final | Resultado |
| -- | ---------- | -------------------------------- | ---------- | ----------------- | --------- |
| 1. | 29.03.2009 | Challenger de Jersey Reino Unido | Dura       | Jan Minář         | 6–3, 6-2  |